# Drepanorhynchus
Genre
Drepanorhynchus est un genre monotypique de passereaux de la famille des Nectariniidae. Il se trouve à l'état naturel dans le centre de l'Afrique.

## Liste des espèces
Selon la classification de référence du Congrès ornithologique international (version 8.1, 2018) :
- Drepanorhynchus reichenowi Fischer, GA, 1884 — Souimanga à ailes dorées, Souimanga de Reichenow
  - Drepanorhynchus reichenowi lathburyi (Williams, JG, 1956)
  - Drepanorhynchus reichenowi reichenowi Fischer, GA, 1884
  - Drepanorhynchus reichenowi shellyae (Prigogine, 1952)